# Parc d'État d'Egmont Key
Le parc d'État d'Egmont Key est un parc d'État de la Floride  (Florida State Park) situé sur Egmont Key, à l'embouchure de la baie de Tampa, dans le comté de Hillsborough, aux États-Unis.
Il est inscrit au Registre national des lieux historiques depuis le 11 décembre 1978 sous le n° 78000946.

## Egmont Key
Egmont Key, dans son ensemble, a une riche histoire. Au moment de la construction du premier phare d'Egmont Key, en 1848, le colonel Robert Lee effectuait une étude de la côte sud et recommandait la construction d'ouvrages défensifs sur l'île en raison de son emplacement stratégique. Dans les années 1850, Egmont Key fut utilisé comme zone de rétention temporaire pour les Séminoles avant leur expédition vers le territoire indien. Nombre d'entre eux ont péri alors qu'ils étaient détenus et sont enterrés à cet endroit. Au début de la guerre de Sécession, les bloqueurs confédérés utilisaient l'île comme base. Les forces de l'Union ont capturé l'île en juillet 1861 et l'ont utilisée comme base pour des raids contre des navires et des positions confédérés dans la région de Tampa. L’Union a également utilisé l’île comme une prison militaire et un refuge pour les sympathisants du sud favorables à l’Union. Un cimetière des morts de l'union et des confédérés a été ouvert sur l'île en 1864. Le cimetière a été fermé en 1909 et les corps ont été transférés dans des cimetières militaires situés ailleurs.

### Parc d'État d'Egmont Key
Le parc se trouve au sud-ouest du fort De Soto Park (en) et n'est accessible que par bateau ou par ferry. Le phare d'Egmont Key et les ruines de Fort Dade, un fort de l'époque de la guerre hispano-américaine, sont situés dans le parc. Egmont Key se trouve dans le comté de Hillsborough, dans une bande étroite du comté qui longe le chenal de navigation du port de Tampa.

### Réserve faunique nationale d'Egmont Key
La réserve, située à l'extrémité sud de l'île, a été créée en 1974. Elle représente la totalité de la surface de l'île entière. Il s'agit de l'un des trois refuges de la baie de Tampa, avec Passage Key National Wildlife Refuge (en) et Pinellas National Wildlife Refuge (en).
Parmi les animaux sauvages du parc, on trouve des tortues géantes , des colibris et des oiseaux de mer. Le parc est ouvert de 8h00 jusqu'au coucher du soleil toute l'année. Les installations comprennent des plages , des sentiers naturels et des tables de pique-nique. La nourriture, l'eau et les toilettes ne sont pas disponibles dans le parc. Aucune boisson alcoolisée ni aucun animal domestique ne sont autorisés sur l'île.

### Fort Dade
Au début de la guerre hispano-américaine, le fort Dade (nommé en l'honneur du major Francis Langhorne Dade tué lors d'une bataille au cours de la seconde guerre séminole) fut établi sur Egmont Key pour protéger la baie de Tampa contre une attaque espagnole. Il était composé de plusieurs batteries d'artillerie côtière protégeant le principal chenal de la baie, ainsi que d'un chenal secondaire au sud de l'île. Un hôpital de Fort Dade a été utilisé pour mettre en quarantaine tous les soldats américains revenant de Cuba pendant dix jours. Pendant la Première Guerre mondiale, Fort Dade fut utilisé comme centre de formation pour les unités d'artillerie côtière de la Garde nationale. Le fort a été désactivé en 1921. Pendant la Seconde Guerre mondiale, Egmont Key a été à nouveau utilisé à des fins militaires comme poste de patrouille du port et lieu de stockage de munitions.

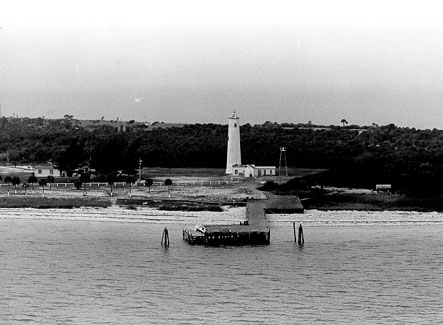
Le phare (photo USCG)
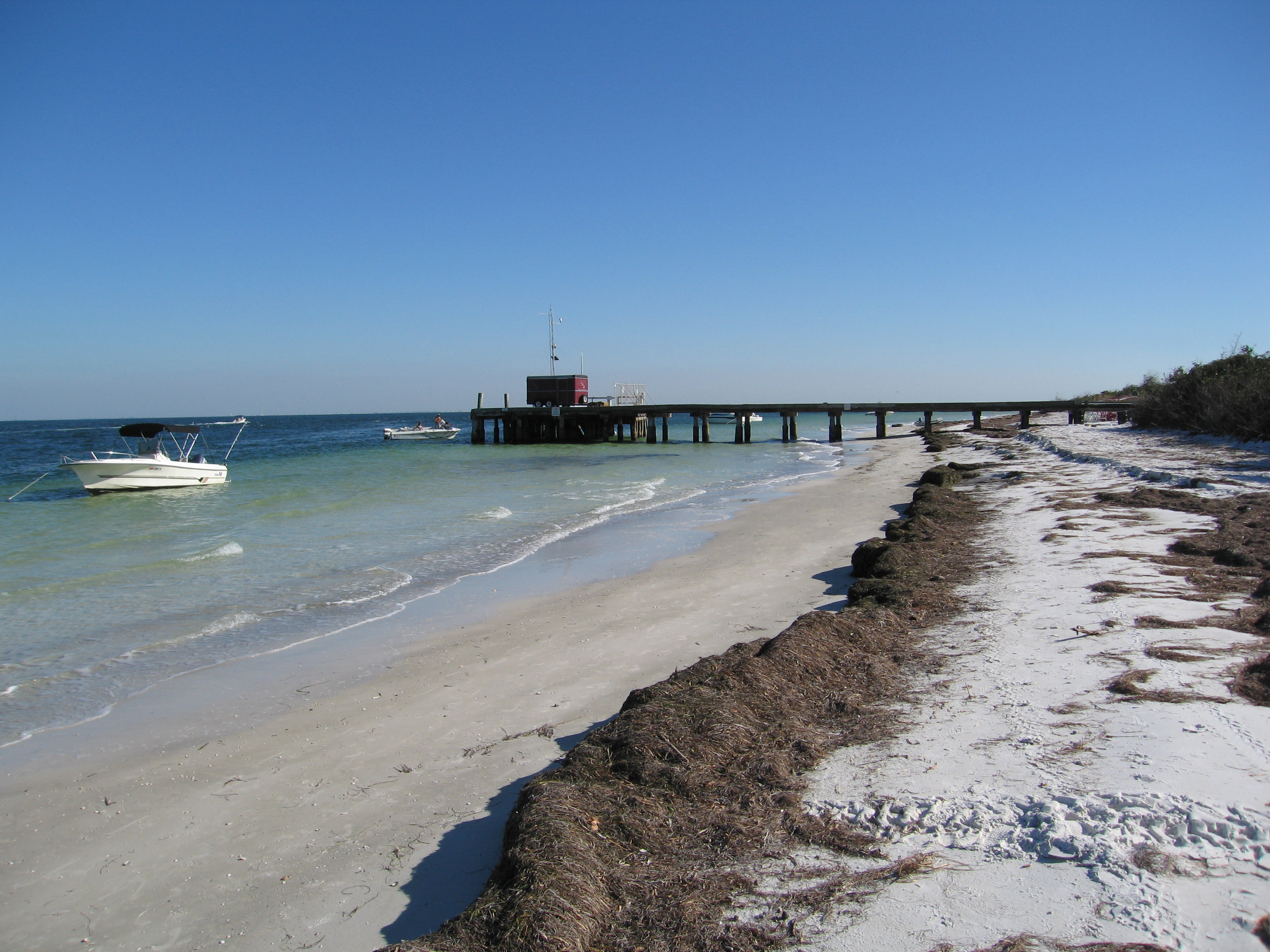
Le quai de l'île
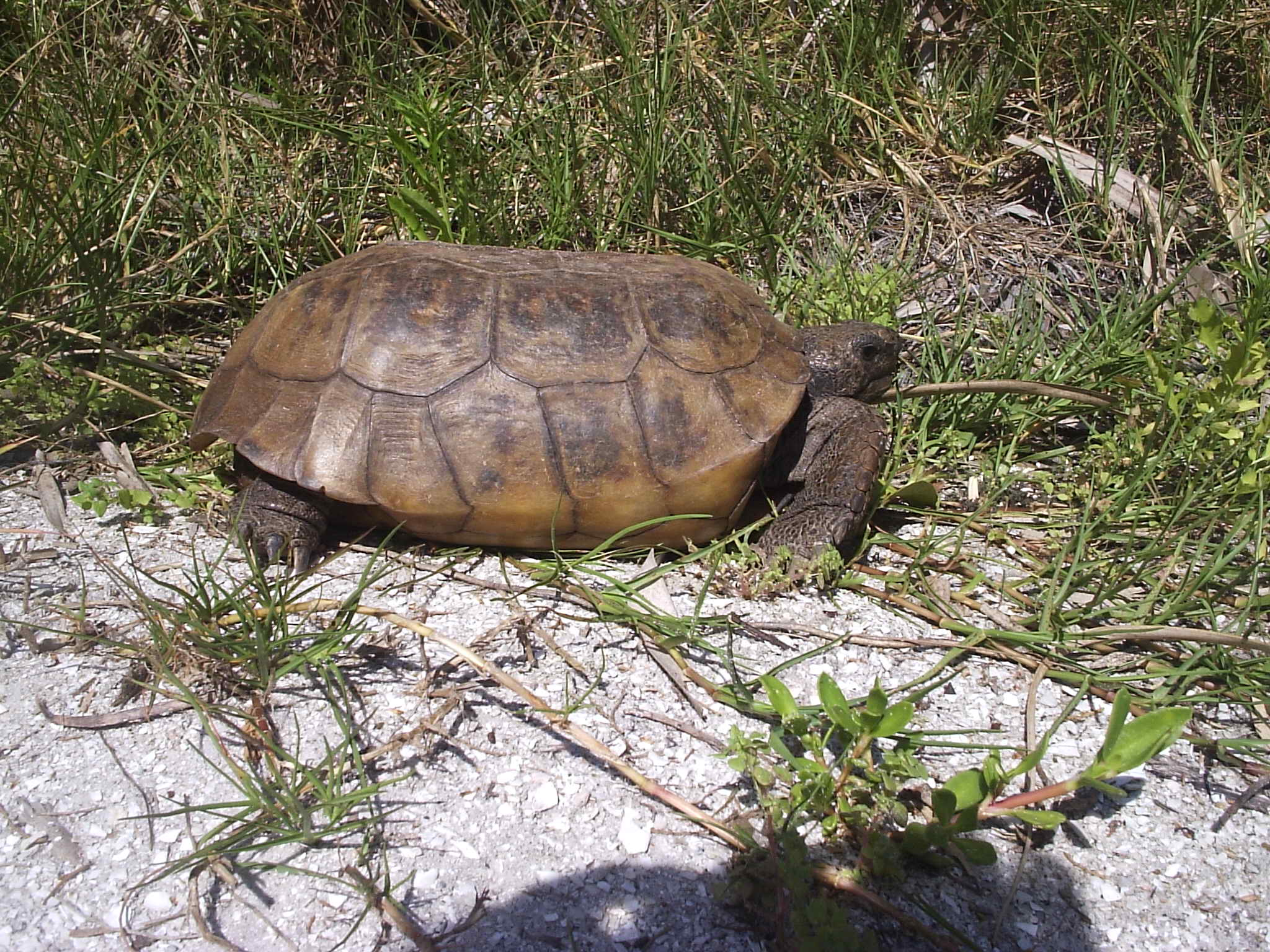
Tortue

### Liens connexes
- Liste des parcs d'État de la Floride
- Phare d'Egmont Key